# Sentier de grande randonnée 430
Le Sentier de grande randonnée 430 (GR430) est une boucle d'environ 200 km commençant au Puy-en-Velay dans la Haute-Loire.

## Parcours
- 1er jour - Le Puy-en-Velay - Le Monastier sur Gazeille : 19 kilomètres.
- 2e jour - Le Monastier-sur-Gazeille - Saint Front : 21 kilomètres.
- 3e jour - Saint-Front - Saint Agrève : 27 kilomètres.
- 4e jour - Saint-Agrève - Lalouvesc : 28 kilomètres.
- 5e jour - Lalouvesc - Saint-Bonnet-le-Froid : 19 kilomètres.
- 6e jour - Saint-Bonnet-le-Froid - Montfaucon-en-Velay : 26 kilomètres.
- 7e jour - Montfaucon-en-Velay - Saint-Jeures : 22 kilomètres.
- 8e jour - Saint-Jeures - Saint-Julien-Chapteuil : 21 kilomètres.
- 9e jour - Saint-Julien-Chapteuil - Le Puy-en-Velay : 22 kilomètres.